# Richard Meier (Politiker, 1906)
Richard Meier (* 8. Dezember 1906 in Nendeln; † 1982) war ein liechtensteinischer Politiker (FBP).

## Biografie
Richard Meier wurde 1906 als Sohn von Jakob Meier und dessen Frau Maria (geborene Biedermann) geboren. Er besuchte die Volksschule und ging im Anschluss wie sein Bruder Rudolf auf das Jesuitenkolleg Stella Matutina in Feldkirch, Österreich. Dort machte er 1925 seine Matura. Meier studierte nun an der Universität Innsbruck für zwei Jahre Philosophie und Theologie, bevor er 1927 schliesslich seine Studienrichtung wechselte und Zahnmedizin an der Universität Bonn studierte. 1931 promovierte er. Er eröffnete 1932 seine Zahnarztpraxis in Schaan und arbeitete bis zu seinem Tod als selbständiger Zahnarzt. (Seine Praxis wurde von seinem Sohn Heinz übernommen. 2008 folgten dessen Söhne Andreas und Philipp.)
Er war Gründungsmitglied des Liechtensteiner Heimatdienstes. Trat aus diesem jedoch bereits Anfang 1934 wieder aus, weil in diesem immer mehr nationalsozialistisches Gedankengut zum Tragen kam. Im Herbst 1940 fungierte er als Vorsitzender der Heimattreuen Vereinigung Liechtenstein und war im Anschluss als führendes Mitglied in der Nationalen Bewegung aktiv. Von 1945 bis 1970 war Meier Parteipräsident der Fortschrittlichen Bürgerpartei. In den späten 1970er Jahren wurde der nun 70-Jährige der erste Präsident der neugegründeten Liechtensteinischen Gesellschaft für Umweltschutz.
1960 erhielt er für seine Verdienste um das Land Liechtenstein und seine Dienste als Zahnarzt des Fürstenhauses von Fürst Franz Josef II. den Titel „Fürstlicher Medizinalrat“ verliehen.